# Alfredo Attilio Schettini
Alfredo Attilio Schettini (Castrovillari, 17 agosto 1874 – Vedano Olona, 2 luglio 1960) è stato un avvocato e politico italiano.

Attilio Schettini, Castrovillari, 1950

Fu uno dei principali intellettuali che sostennero nei primi del Novecento la nascita e lo sviluppo del socialismo nell'Italia meridionale. Tra i fondatori del Partito Socialista in Calabria, venne candidato più volte al Parlamento. Amico di Pietro Nenni, Sandro Pertini, Leonida Bissolati, agli inizi del Novecento fu anche assessore al patrimonio del Comune di Castrovillari. Antifascista durante il Ventennio, dal 1943 al 1944 fu a capo dell'Amministrazione Comunale di Castrovillari per disposizione del socialista Pietro Mancini, nominato Prefetto di Cosenza dagli Alleati (poi Ministro del Governo Badoglio). Successivamente fu consigliere provinciale di Provincia di Cosenza, sempre per il PSI.

## Biografia

### Gli inizi
Figlio di Vincenzo, un funzionario dello Stato, e di Carmela Turco. Il padre Vincenzo assistette da bambino alla fucilazione dei fratelli Bandiera nel 1844. Lo stesso Schettini racconta, in una sua lettera al nipote Giulio Attilio, che nacque dal quel fatto scatenante la particolare sensibilità familiare verso i diritti e le libertà civili.
Le prime notizie della sua attività politica risalgono al 1896, quando in una comunicazione della prefettura di Cosenza del dicembre di quell'anno, il Prefetto informa il Ministero dell'Interno delle attività di questo giovane socialista, allora Presidente del Circolo Socialista di Castrovillari. Si sa anche che il 9 aprile 1896 egli partecipa ad un banchetto in onore di Enrico Ferri, uno dei suoi maestri, giurista della "Scuola Positiva" di Diritto criminale e socialista, giunto a Castrovillari per difendere Nicola De Cardona, fondatore del Circolo Socialista di Morano Calabro, dall'accusa di "sovversione" e "istigazione a delinquere".

### Il soggiorno in Egitto
Attilio Schettini si laurea in Giurisprudenza all'Università di Camerino nel luglio del 1898. 
Appena laureato, si trasferisce al Cairo, in Egitto. 
Vi esercita la professione di avvocato penalista, a cavallo dei due secoli, quando l'Egitto era governato sotto il regime internazionale delle "Capitolazioni". Esercita presso la Magistratura consolare e presso i "Tribunali misti" del Cairo. Tra le cause penali degne di nota, si segnala per il successo nella difesa, sul finire del 1898, del principe della Casa Reale Ahmed Bei-Seif-el-Dine, accusato di tentato omicidio dello zio e cognato Fuad pascià, allora potente esponente dell'esercito egiziano. Fu la prima di numerose e difficili cause penali che l'allora ventiquattrenne avvocato avrebbe discusso nella sua lunga carriera.

### Il rientro in Italia e l'attività politica
Rientra in patria dopo alcuni anni con la moglie, sposata al Cairo: Maria Coscarelli, il cui padre, Luigi, era un noto imprenditore italiano ormai trapiantato in Egitto da anni. Di lì a poco, avrà un figlio, Vincenzo, che sarà indirizzato alla carriera militare, ed una figlia, Nena, che rimarrà in Egitto. La convivenza matrimoniale non avrà lunga durata, la moglie tornerà al Cairo. Schettini, in Italia, continua ad esercitare la professione, che si accompagna ad un crescente impegno politico. Nel primo decennio del Novecento, forse quello della sua più intensa attività politica, è più volte consigliere e assessore comunale di Castrovillari. Nel 1906, partecipa al primo congresso socialista provinciale, che si tiene a Cosenza, sostenendo la linea riformista di Filippo Turati. Nel 1908, partecipa al X Congresso Nazionale del Partito Socialista che si svolge a Firenze. Il 1º giugno 1909 fonda, a Castrovillari, il periodico socialista "La Luce", aprendolo con un editoriale su "Il carattere dell'organizzazione operaia in Calabria", che aveva pubblicato due giorni prima sull'"Avanti!". Nelle elezioni politiche generali del 1909, è l'unico candidato socialista dell'intera Calabria e riesce a strappare, nel collegio elettorale di Castrovillari, il 40% dei voti al latifondista Francesco Saverio Toscano. Nel 1910, partecipa all'XI Congresso Nazionale del Partito Socialista, dove, abbandonate le precedenti posizioni turatiane, è tra i sostenitori di un ordine del giorno presentato da Gaetano Salvemini. Nella medesima occasione incontra Benito Mussolini, il quale partecipa per la prima volta ad un congresso nazionale del partito. Mussolini, in quanto direttore dell'"Avanti!", lo confermerà come collaboratore del quotidiano socialista fino al 1914. In quel congresso Schettini conosce anche Genuzio Bentini, celebre penalista e deputato dal 1904 al 1924, che sarà suo amico per decenni. Nel 1913-14, collabora frequentemente al periodico socialista calabrese "Vita Nuova", diretto da Nicola De Cardona su posizioni socialrivoluzionarie. All'inizio della prima guerra mondiale è convinto interventista.
Nel 1919, entra a fare parte dell'Accademia Cosentina. Scrive su numerose riviste, anche non politiche, tra cui la rivista positivista parigina "La Coopération des idées". Nell'autunno del 1922, a Castrovillari, è vittima di un episodio di squadrismo fascista.
Trascorre momenti difficili, ma nonostante continui ad essere del tutto estraneo e apertamente avverso al regime, seguita a godere di quel prestigio intellettuale e professionale e di quella reputazione di onestà e correttezza che lo aiutano ad evitare ulteriori e dure manifestazioni di ostilità da parte del regime e gli consentono di esercitare la sua professione di avvocato. 
Al momento della liberazione, il Prefetto di Cosenza Pietro Mancini lo nomina Commissario prefettizio di Castrovillari. Anche in ricordo di questa sua esperienza di primo cittadino, svolta in un momento difficilissimo, l'Amministrazione Comunale, dopo la sua morte, gli intitolerà il largo antistante il Palazzo di Giustizia e più tardi anche una strada.
Nel secondo dopoguerra, Attilio Schettini darà ancora seguito alla sua apprezzata attività forense, come sempre lontano dalle lusinghe della ricchezza e del potere, e coltiverà soprattutto la sua vocazione culturale piuttosto che la militanza politica. Sarà, tuttavia, Consigliere provinciale di Cosenza, dal 1952 al 1956, e candidato socialista per il Senato della Repubblica nelle elezioni politiche del 1948, col Fronte Popolare, e del 1953, col Partito Socialista. Nel 1955, viene insignito del titolo di Ufficiale dell'Ordine al merito della Repubblica Italiana.

### L'epilogo
In realtà, dopo le elezioni politiche del '53, persa la sfida elettorale col candidato democristiano Miceli Picardi, decide di abbandonare definitivamente l'attività politica. Ormai settantenne, decide di trasferirsi a Milano, da dove mantiene frequenti rapporti epistolari con l'avvocato Mario Cappelli (suo allievo prediletto in Calabria, in campo culturale e giuridico), al quale confessa il preoccupante peggioramento delle sue condizioni psicofisiche, manifestando anche acute crisi ipocondriache. Sempre più sofferente e ammalato, nel 1957 riceve dal futuro presidente della repubblica Sandro Pertini un'affettuosa lettera: "Mio caro indimenticabile Schettini, (...) so che le condizioni di tua salute non sono buone, e questo mi addolora per l'affetto che ti porto e perché sento che, in quest'ora grave per noi socialisti, il Partito ha bisogno di compagni come te (...). Ti prego di darmi tue notizie". 
L'intensa corrispondenza familiare, soprattutto con i figli Vincenzo e Nena, ed il giovane nipote Giulio Attilio Schettini, sono rivelatrici di uno stato d'animo che, nonostante l'età, si dimostra ancora intellettualmente inquieto, curioso e compartecipativo all'educazione di quella che lui chiamava la “discendenza”. Anche inevitabili stati di solitudine e domande a carattere religioso, testimoniate in questi lunghi carteggi familiari, lo accompagneranno sino alla fine. Il bisnipote Jacopo Schettini Gherardini, figlio di Giulio Attilio, sarà uno dei sei candidati alla Segreteria Nazionale del nascente Partito Democratico nel 2007.
Attilio Schettini morirà a Vedano Olona (Varese), nel 1960.

## Il Personaggio
Alla sua morte, Luigi Salerni scriverà di lui, sul periodico "La Vedetta", come 
 Rimangono nella sua corrispondenza tracce di un tempo che fu, di una politica eroica, nutrita d'ideali e di amicizie profonde, cementate dalle difficoltà, come quella testimoniata nelle lettere di Leonida Bissolati, o ancor più, in quelle di Sandro Pertini, indirizzate ad un “amico e compagno amatissimo”.